# Michael IV. Autoreianos
Michael IV. Autoreianos (mittelgriechisch Μιχαήλ Δ΄ Ἀυτωρειανός; † um 1213) war erster Patriarch von Konstantinopel im Exil in Nikaia (1207/08–1212/14).

## Leben
Michael war gebildet und beeinflusst von Eustathios von Thessalonike. Er war megas sakellarios in der Verwaltung des Patriarchen von Konstantinopel. Seine Wahl zum Bischof von Amastris wurde durch David Komnenos verhindert.
1207 oder 1208 wurde er Patriarch von Konstantinopel in Nikaia, der damit den von den Kreuzfahrern nach der Eroberung Konstantinopels 1204 ernannten lateinischen Patriarchen den Anspruch auf die Fortsetzung des Patriarchats von Konstantinopel streitig machte.
Sein Vorgänger Johannes X. hatte es abgelehnt, die Krönung von Theodor zum ersten byzantinischen Kaiser im Exil in Nikaia durchzuführen, Michael krönte Theodor 1208. Er starb zwischen 1212 und 1214.